# Theodor Karl Gustav von Leber
Pour les articles homonymes, voir Leber.
Theodor Karl Gustav von Leber, né le 29 février 1840 à  Karlsruhe et mort le 17 avril 1917 à Heidelberg, est un ophtalmologiste badois .

## Biographie
Fils d'un professeur de langue de Karlsruhe, et plutôt attiré par la chimie, il est conseillé par le professeur Robert Wilhelm Bunsen  de s'orienter vers la médecine en raison du grand nombre d'étudiants en chimie.
Il fut un assistant du professeur d'ophtalmologie Albrecht Friedrich Wilhelm Ernst von Graefe  entre 1867 et 1870. Entre 1890 et 1910, il fut le directeur de la clinique ophtalmologie d'Heidelberg.

## Hommages
Son nom a été donné à plusieurs maladies qu'il a décrites :
- Amaurose congénitale de Leber
- Neuropathie optique de Leber